# Lengermann und Trieschmann

Logo bis 2017

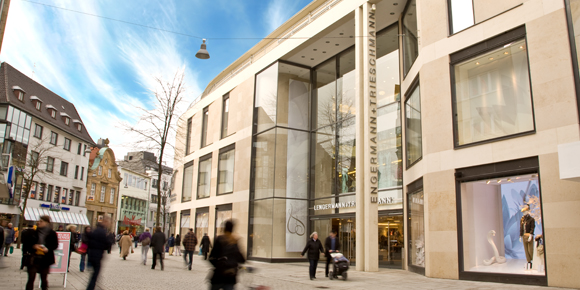
Eingangsbereich an der Großen Straße

L&T Lengermann & Trieschmann ist ein Mode- und Sporthaus im niedersächsischen Osnabrück. Es befindet sich in der Osnabrücker Innenstadt.
Der aktuelle Name der Gesellschaft ist L&T Lengermann & Trieschmann GmbH & Co. KG, abgekürzt L&T. Bis 2017 wurde statt des „&“ (kaufmännisches Und) im Unternehmensnamen und im Logo das „+“ (Pluszeichen) verwendet.

## Geschichte

### Unternehmensentwicklung
1910 gründeten die jüdischen Vorbesitzer Max Katz, Gustav Falk und Ludwig Stern in Osnabrück das Kaufhaus Alsberg. Bei der Eröffnung hatte es eine Verkaufsfläche von 3.500 m². Das Kaufhaus wurde im November 1935 „arisiert“ und von den Kaufleuten Friedrich Lengermann und Alfred Trieschmann als Konfektionshaus Lengermann + Trieschmann weitergeführt. Zum Zeitpunkt der „Arisierung“ hatte es 151 Beschäftigte, darunter acht Juden.
Während des Zweiten Weltkriegs wurde das Modehaus in der Nacht vom 19. auf den 20. Juni 1942 durch einen Bombenangriff auf Osnabrück völlig zerstört. In den Folgejahren mieteten Lengermann und Trieschmann Ausweichverkaufsstellen und Lager in verschiedenen Stadtteilen an. Auch diese wurden teilweise durch Bombardement zerstört oder beschädigt.
Nach Kriegsende wurde 1948 ein Neubau, zunächst als Provisorium gedacht, errichtet. Der Bau wurde in den Folgejahren nach und nach aufgestockt. 1952 wurde das Gebäude um eine Etage ergänzt, in der Damenoberbekleidung verkauft wurde, 1953 um eine weitere Etage mit der Herrenkonfektionsabteilung. Die Verkaufsfläche von 4.400 m² galt damals als kleine Sensation. 1955 wurde ein Erweiterungsbau fertiggestellt, den die Osnabrücker Presse als „modern, attraktiv, großstädtisch, repräsentativ“ lobte.
Der Firmenmitgründer Alfred Trieschmann starb 1959 im Alter von 62 Jahren. 1964 trat Trieschmanns Enkel Dieter Rauschen dessen Nachfolge an, 1968 sein Zwillingsbruder Klaus Rauschen.
1970/1971 wurde ein umfangreicher Umbau mit Erweiterungen in Angriff genommen. Dafür kaufte das Unternehmen umliegende Grundstücke. 1981 begann der erste Bauabschnitt für eine Tiefgarage mit 100 Stellplätzen. Nach einem erneuten Umbau erweiterte sich die Verkaufsfläche auf 7.500 m². Die Tiefgarage wurde 1987 auf 250 Stellplätze vergrößert; die Verkaufsfläche umfasste nach weiteren Umbauten 10.500 m².
Im Jahr 2006 expandierte das Modehaus erneut, diesmal auf eine Fläche von mehr als 20.000 m². Den Mittelpunkt des Hauses bildet seither ein Lichthof von etwa 400 m².
In den beiden folgenden Jahren erwarb L&T verschiedene Gebäude hinter dem Haupthaus an der Großen Straße, darunter das Gebäude, in dem das Elektro-Fachgeschäft Brinkmann bis zur Aufgabe beheimatet war. Diese Gebäude wurden abgerissen und wichen unter anderem der Erweiterung des Parkhauses sowie Gastronomie und Einzelhandelsgeschäften. Das Parkhaus ist über die Möserstraße erreichbar und unterirdisch mit der alten Tiefgarage unter dem Haupthaus verbunden. Zusammen verfügen Parkhaus und Tiefgarage seitdem über rund 480 Stellplätze.
Im Jahr 2016 wurde die ehemalige Schule Wilhelmstift an der Herrenteichsstraße abgerissen, bis 2018 entstand auf der Fläche direkt an der Hase das Sporthaus.
Im Sommer 2024 übernahm L&T den Herrenbekleidungshändler Wormland mit bundesweit 9 Filialen und rund 300 Mitarbeitern. L&T steigt damit in das überregionale Filialgeschäft ein, Wormland soll jedoch als eigenständige Marke weitergeführt werden.

### Aufarbeitung der „Arisierung“
Durch das 1949 eingeführte Rückerstattungsgesetz leisteten Friedrich Lengermann und Alfred Trieschmann Wiedergutmachungszahlungen an die früheren Vorbesitzer. Trieschmanns Enkel Klaus und Dieter Rauschen pflegten noch lange den Kontakt zu Ralph Stern, dem Sohn von Ludwig Stern. Er besuchte das Modehaus L&T im Jahr 1984.
Im Rahmen des 60-jährigen Jubiläums des Unternehmens 1995 wurde Kritik laut, da die der Gründung vorangehende „Arisierung“ des Kaufhauses Alsberg bei den Feierlichkeiten keine Erwähnung fand. Insbesondere die Verwendung von Fotos des Kaufhauses Alsberg zu Werbezwecken, ohne diese historisch einzuordnen, sorgte in der Osnabrücker Öffentlichkeit für Empörung. Weiterhin wurde kritisiert, dass L&T schon 1985, zum 50-jährigen Jubiläum, auf die fehlende Thematisierung dieses Teils ihrer Unternehmensgeschichte hingewiesen wurde. Die Kritik äußerte sich unter anderem in Zeitungsberichten und einem offenen Brief, der von rund 40 Personen in „überwiegend meinungsbildenden Positionen“ unterschrieben wurde.
2021 wurde die mangelnde Aufarbeitung der Unternehmensgeschichte erneut Thema einer öffentlichen Debatte. Für den Geschichtswettbewerb des Bundespräsidenten erarbeiteten Schülerinnen des Gymnasiums Bad Iburg einen Podcast zum Ausschluss der jüdischen Sportlerin Lea Levy aus dem Osnabrücker TV, einem Vorgängerverein des Osnabrücker SC. In der Folge wurde den aus deutschen Vereinen ausgeschlossenen jüdischen Sporttreibenden ein Denkmal errichtet, bei dessen Enthüllung der Historiker Hermann Queckenstedt anmerkte, dass L&T die finanzielle Unterstützung des Projekts ablehnte. Neben Queckenstedt bemängelten die Schülerinnen selbst, dass das Unternehmen im November 2021 ein Hochglanzmagazin zu 111 Jahren Firmengeschichte veröffentlichte, dabei jedoch nur mit 40 Wörtern die jüdische Vergangenheit thematisierte. Dies nahmen die Verantwortlichen des Unternehmens zum Anlass, einen offeneren Umgang mit der „Arisierung“ des jüdischen Kaufhauses zu forcieren. Dazu bot man der Thematik auf der unternehmenseigenen Homepage Platz, gestand Fehler im bisherigen Umgang mit der eigenen Geschichte und veröffentlichte ein Gutachten aus dem Jahr 2010, das sich mit der „Arisierung von Lengermann & Trieschmann“ auseinandersetzte. In diesem kommt die Autorin zum Schluss, dass die jüdischen Vorbesitzer das Kaufhaus aufgrund der antisemitischen Boykottkampagne der Nationalsozialisten verkaufen mussten. Für aktiven Druck vonseiten Lengermann und Trieschmanns spreche wenig, dennoch ließe sich Fehlverhalten der neuen Besitzer nicht ausschließen. Die Verhandlungen über Wiedergutmachungszahlungen nach dem Krieg bezeichnet sie dabei bei als „offenbar fair“, wobei sich die „vergleichsweise hohe Rückerstattungssumme“ von 280.000 DM an die Erben der jüdischen Vorbesitzer durch den geringen Kaufpreis begründen ließe. Dazu passe ein Zitat der Schwägerin Lengermanns, die im Rahmen des Entnazifizierungsverfahrens ihres Mannes davon sprach, dass das Kaufhaus „für ein Ei und ein Butterbrot“ und unter „Ausnutzung der derzeitigen Verhältnisse“ gekauft worden sei.

## Verkaufsbereiche

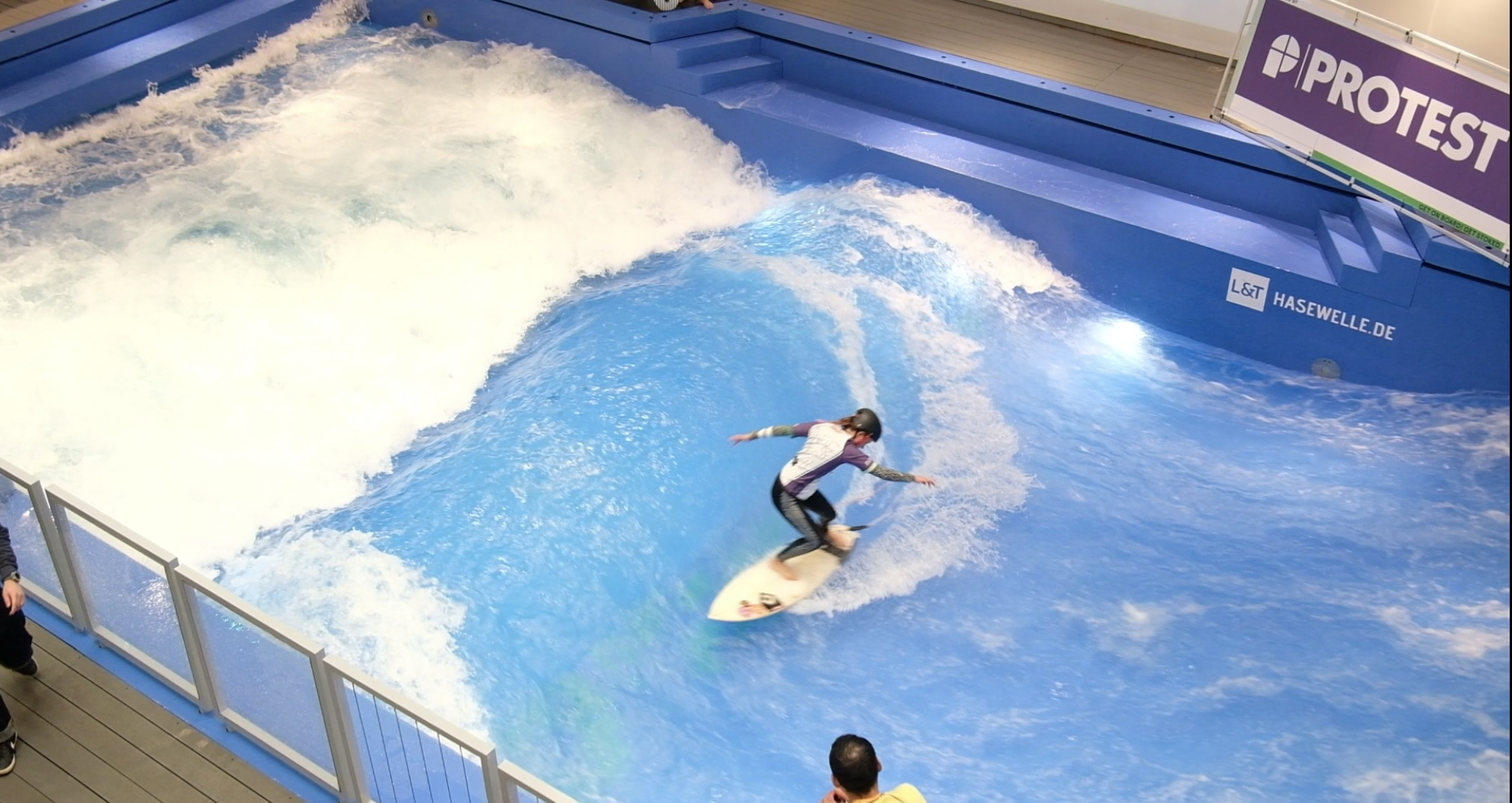
Hasewelle im Sporthaus

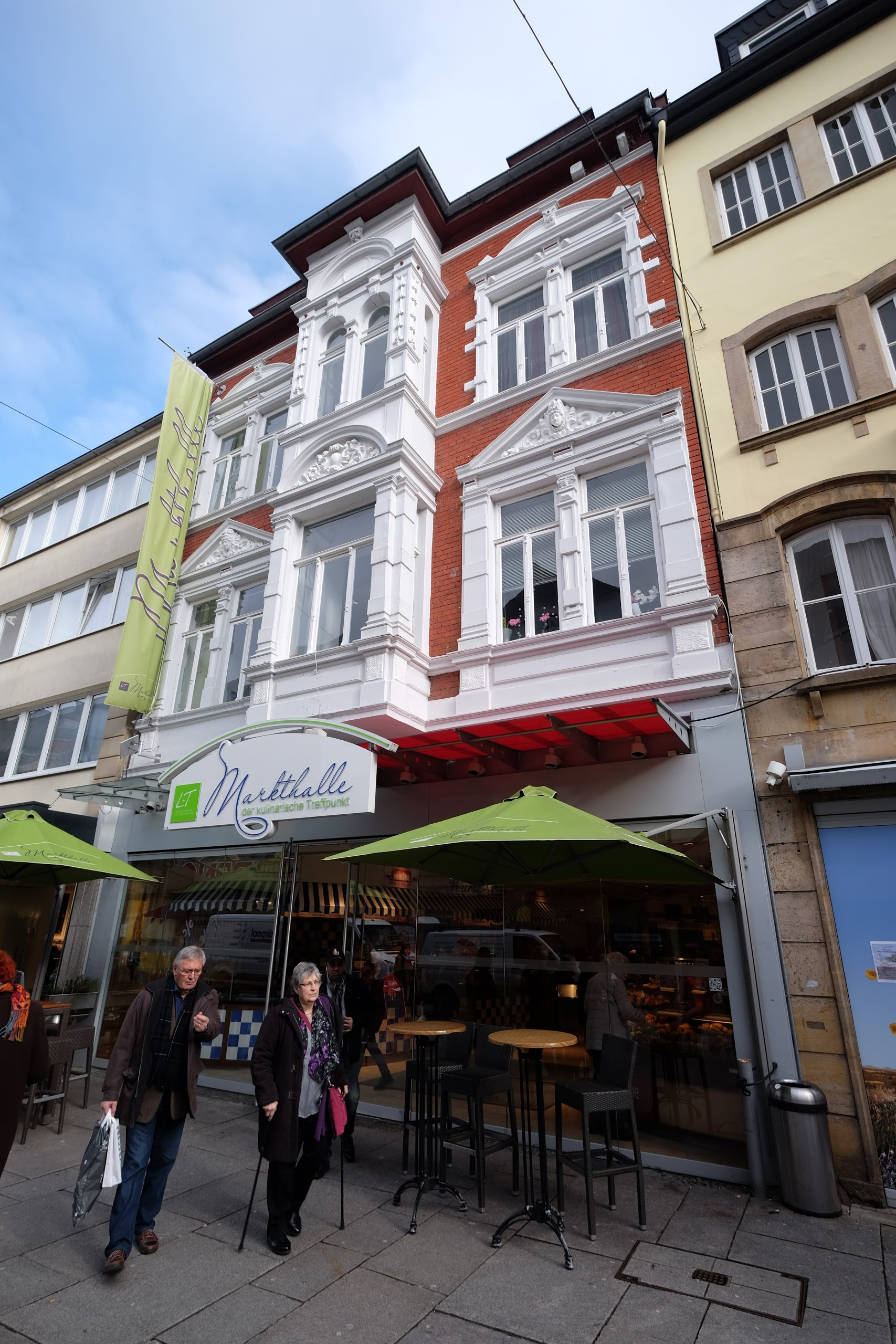
Eingang zur Markthalle an der Großen Straße

L&T verfügt derzeit über die Abteilungen Damen-, Herren- und Kindermode, Wäsche, Textilien, Accessoires & Reisegepäck. Dazu kommen die Sportabteilung im Sporthaus, die Abteilung SYGN für „junge Mode“, die Gastronomie samt Markthalle und der Kundenservice. Das Sortiment umfasst etwa 500 verschiedene Modemarken, von denen 120 ihre Waren als Shop in the Shop anbieten. Als externe Geschäfte außerhalb des Modehauses existieren zwei eigene Boutiquen für Damen- und Herrenmode in großen Größen (XXL+T und Kurvenqueen) sowie ein Outlet-Verkauf.

### L&T Sporthaus
Im L&T Sporthaus, das im März 2018 eröffnet wurde, werden auf fünf Etagen mit insgesamt ca. 5.000 m² Verkaufsfläche Sportbekleidung und -geräte angeboten. Das an das Modehaus angeschlossene Gebäude beinhaltet außerdem das Fitnessstudio City Gym. Als Besonderheit gibt es unter dem Namen Hasewelle ein Wellenbecken mit einer künstlichen stehenden Welle zum Indoor-Surfen. Das Wellenbecken dient abgedeckt als Spielfeld oder Veranstaltungsfläche.

### L&T Markthalle
Die 2007 eröffnete L&T Markthalle bietet ein Angebot durch regionale Gastronomen und Feinkosthändler auf rund 1.600 m². Im Jahr 2018 wurde die Markthalle umgebaut. Die ursprünglich mediterrane Gestaltung wich einer urbanen, industriell angehauchten Aufmachung. Das kulinarische Angebot konzentriert sich seit dem Umbau außerdem mehr als bisher auf die Gastronomie und weniger auf den Verkauf von Feinkostprodukten.